# Línia evolutiva de Sneasel
Aquesta línia evolutiva de Pokémon inclou Sneasel i Weavile.

## Sneasel
Sneasel és una de les espècies que apareixen a la franquícia Pokémon. És de tipus sinistre i tipus gel. Evoluciona a Weavile.
Segons GamesRadar+, el disseny d'aquest Pokémon es basa en el kamaitachi del folklore japonès.

## Weavile
Weavile és una de les espècies que apareixen a la franquícia Pokémon. És de tipus sinistre i tipus gel. Evoluciona de Sneasel.